# Rallye-Weltmeisterschaft 1979
Die Rallye-Weltmeisterschaft 1979 war die siebte von der Fédération Internationale de l’Automobile (FIA) organisierte Rallye-Weltmeisterschaft. Sie wurde in der Zeit vom 20. Januar bis zum 14. Dezember in zwölf Wertungsläufen ausgetragen. Ford konnte die Herstellerwertung für sich entscheiden. Zum ersten Mal wurde ein offizieller Fahrerweltmeister ermittelt. Der Schwede Björn Waldegård gewann diese mit einem Ford Escort.

## Fahrzeuge

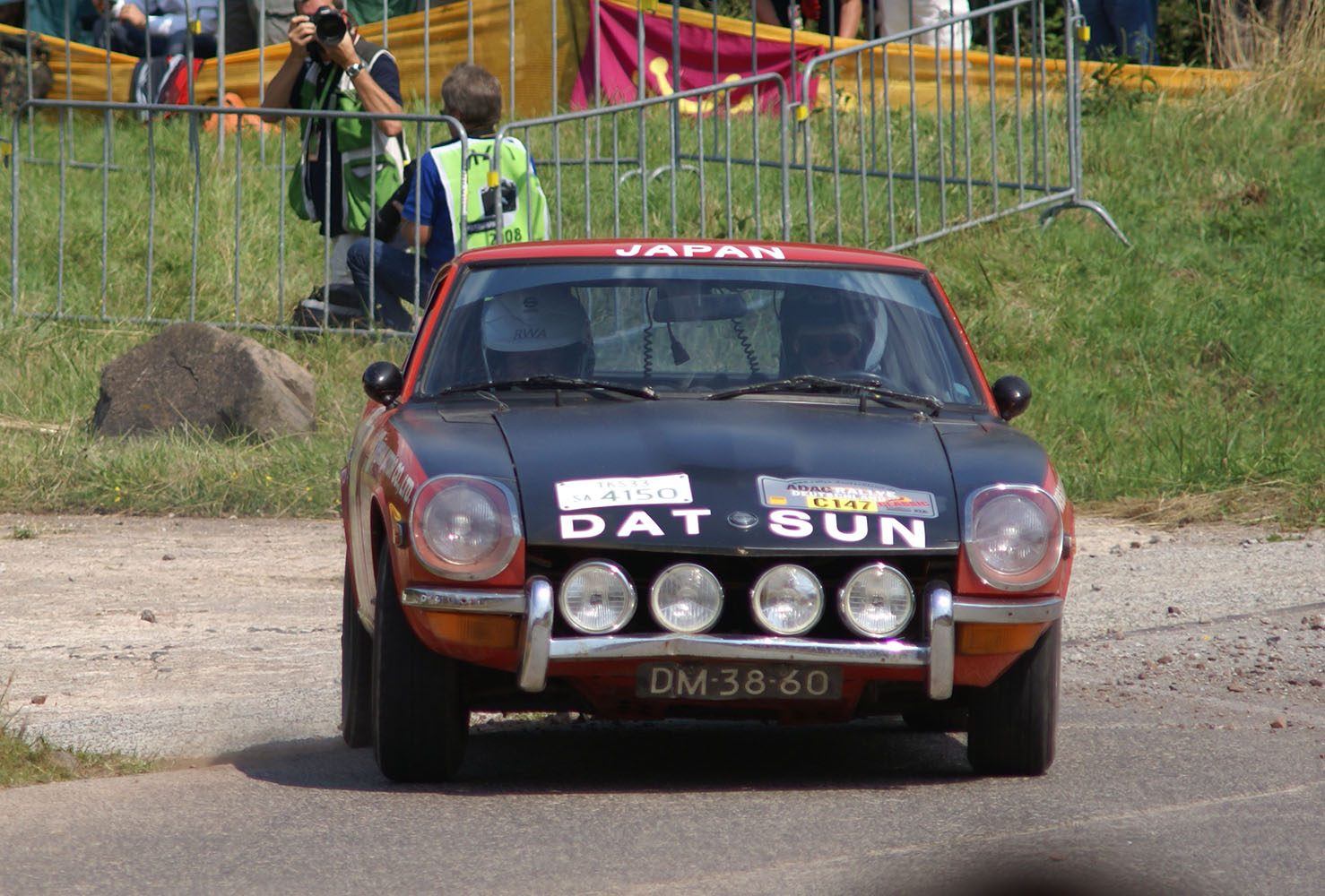
Datsun 160J
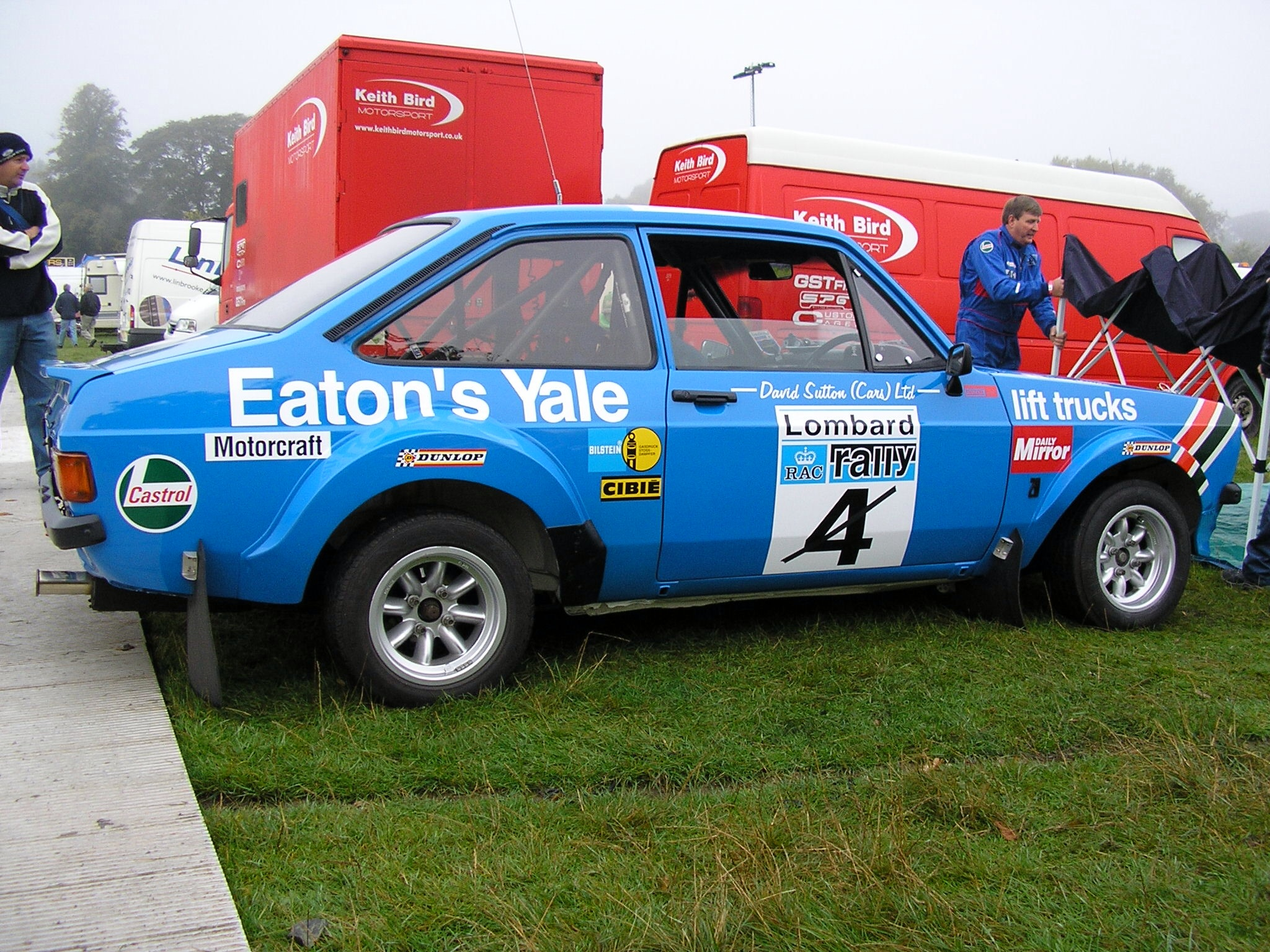
Ford Escort RS
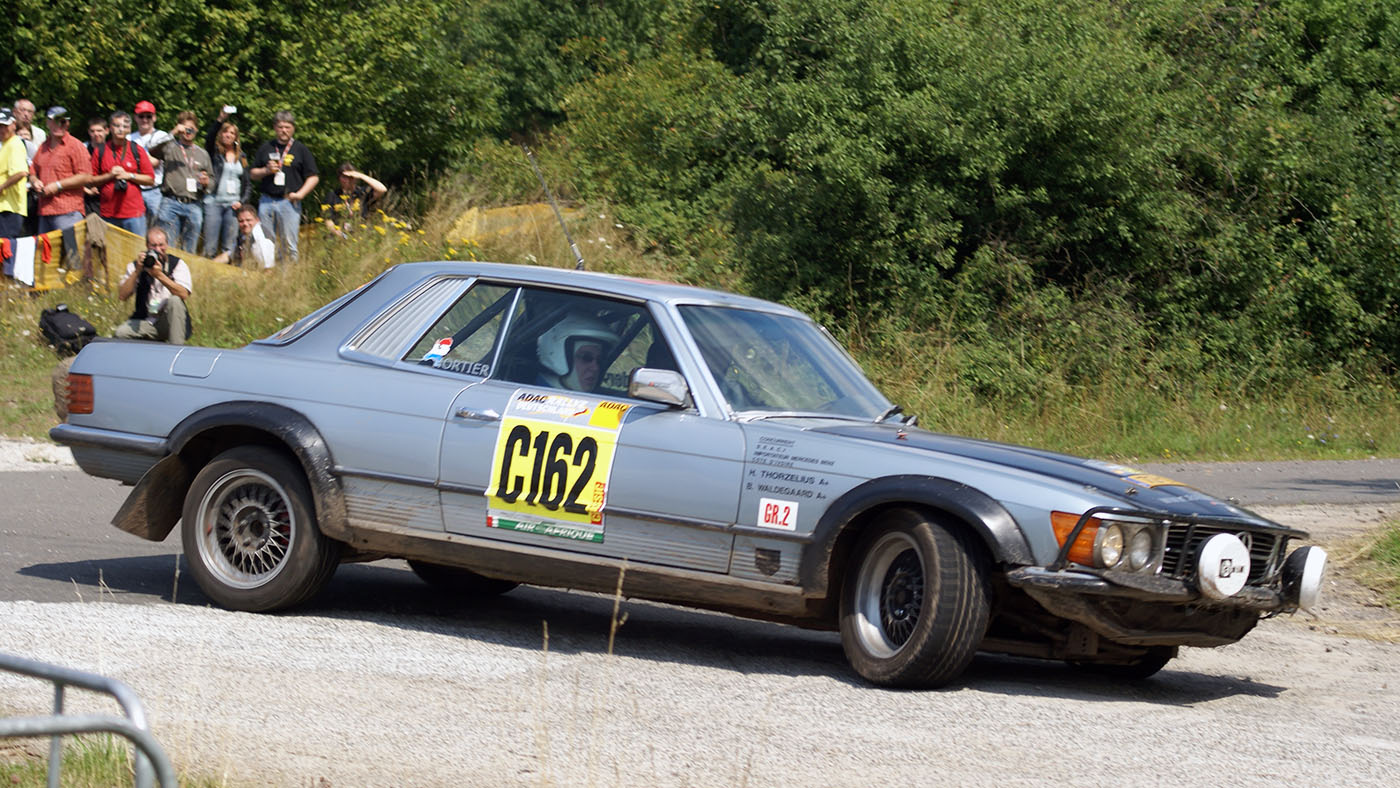
Mercedes 450SLC
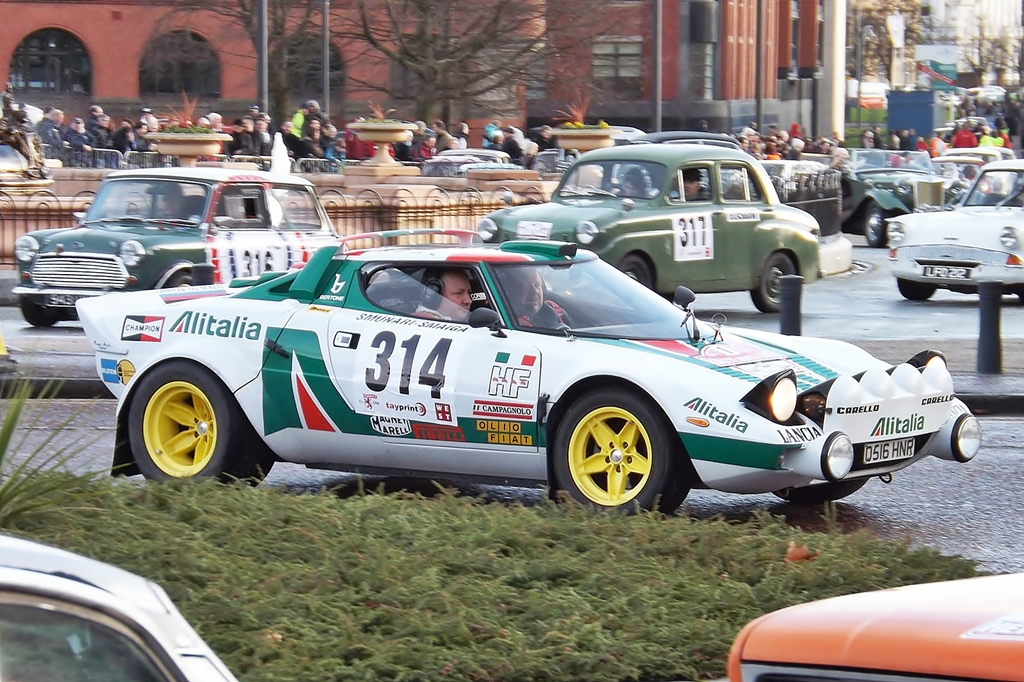
Lancia Stratos HF

## Kalender
Die eingetragenen Kilometer entsprechen der Distanz der Wertungsprüfungen. Die Distanz der Verbindungsstrecken zwischen den einzelnen WPs ist nicht enthalten (außer bei der Rallye Safari und Elfenbeinküste).
| Rallye                                          | Rang | Fahrer              | Fahrzeug                  | Gesamtzeit Std:Min:Sek | Anzahl WP         | Länge      | Gestartet | im Ziel |
| ----------------------------------------------- | ---- | ------------------- | ------------------------- | ---------------------- | ----------------- | ---------- | --------- | ------- |
| Rallye Monte Carlo 20. bis 26. Januar 1979      | 1.   | Bernard Darniche    | Lancia Stratos HF         | 8:13:38                | 30 1 abgesagt     | 619 km     | 233       | 82      |
| Rallye Monte Carlo 20. bis 26. Januar 1979      | 2.   | Björn Waldegård     | Ford Escort RS1800        | + 00:06                | 30 1 abgesagt     | 619 km     | 233       | 82      |
| Rallye Monte Carlo 20. bis 26. Januar 1979      | 3.   | Markku Alén         | Fiat 131 Abarth           | + 04:09                | 30 1 abgesagt     | 619 km     | 233       | 82      |
|                                                 |      |                     |                           |                        |                   |            |           |         |
| Rallye Schweden 16. bis 18. Februar 1979        | 1.   | Stig Blomqvist      | Saab 99 Turbo             | 6:34:49                | 38                | 630 km     | 145       | 39      |
| Rallye Schweden 16. bis 18. Februar 1979        | 2.   | Björn Waldegård     | Ford Escort RS1800        | + 01:20                | 38                | 630 km     | 145       | 39      |
| Rallye Schweden 16. bis 18. Februar 1979        | 3.   | Pentti Airikkala    | Vauxhall Chevette 2300 HS | + 04:42                | 38                | 630 km     | 145       | 39      |
|                                                 |      |                     |                           |                        |                   |            |           |         |
| Rallye Portugal 6. bis 11. März 1979            | 1.   | Hannu Mikkola       | Ford Escort RS1800        | 9:13:52                | 45                | 735,5 km   | 88        | 16      |
| Rallye Portugal 6. bis 11. März 1979            | 2.   | Björn Waldegård     | Ford Escort RS1800        | + 02:44                | 45                | 735,5 km   | 88        | 16      |
| Rallye Portugal 6. bis 11. März 1979            | 3.   | Ove Andersson       | Toyota Celica 2000GT      | + 21:08                | 45                | 735,5 km   | 88        | 16      |
|                                                 |      |                     |                           |                        |                   |            |           |         |
| Safari Rallye 12. bis 16. April 1979            | 1.   | Shekhar Mehta       | Datsun 160J               | 6:27                   | 82 Zeitkontrollen | 5027,46 km | 66        | 21      |
| Safari Rallye 12. bis 16. April 1979            | 2.   | Hannu Mikkola       | Mercedes 450 SLC          | + 0:48                 | 82 Zeitkontrollen | 5027,46 km | 66        | 21      |
| Safari Rallye 12. bis 16. April 1979            | 3.   | Markku Alén         | Fiat 131 Abarth           | + 0:53                 | 82 Zeitkontrollen | 5027,46 km | 66        | 21      |
|                                                 |      |                     |                           |                        |                   |            |           |         |
| Rallye Griechenland 28. bis 31. Mai 1979        | 1.   | Björn Waldegård     | Ford Escort RS1800        | 13:35:06               | 54 4 abgesagt     | 1006,5 km  | 153       | 20      |
| Rallye Griechenland 28. bis 31. Mai 1979        | 2.   | Timo Salonen        | Datsun 160J               | + 31:58                | 54 4 abgesagt     | 1006,5 km  | 153       | 20      |
| Rallye Griechenland 28. bis 31. Mai 1979        | 3.   | Harry Källström     | Datsun 160J               | + 36:33                | 54 4 abgesagt     | 1006,5 km  | 153       | 20      |
|                                                 |      |                     |                           |                        |                   |            |           |         |
| Rallye Neuseeland 14. bis 18. Juli 1979         | 1.   | Hannu Mikkola       | Ford Escort RS1800        | 8:05:46                | 42 2 abgesagt     | 658 km     | 82        | 37      |
| Rallye Neuseeland 14. bis 18. Juli 1979         | 2.   | Blair Robson        | Ford Escort RS1800        | + 21:16                | 42 2 abgesagt     | 658 km     | 82        | 37      |
| Rallye Neuseeland 14. bis 18. Juli 1979         | 3.   | Ari Vatanen         | Ford Escort RS1800        | + 23:54                | 42 2 abgesagt     | 658 km     | 82        | 37      |
|                                                 |      |                     |                           |                        |                   |            |           |         |
| Rallye Finnland 24. bis 28. August 1979         | 1.   | Markku Alén         | Fiat 131 Abarth           | 4:01:11                | 47 2 abgesagt     | 423,5 km   | 128       | 74      |
| Rallye Finnland 24. bis 28. August 1979         | 2.   | Ari Vatanen         | Ford Escort RS1800        | + 02:04                | 47 2 abgesagt     | 423,5 km   | 128       | 74      |
| Rallye Finnland 24. bis 28. August 1979         | 3.   | Björn Waldegård     | Ford Escort RS1800        | + 06:04                | 47 2 abgesagt     | 423,5 km   | 128       | 74      |
|                                                 |      |                     |                           |                        |                   |            |           |         |
| Rallye Kanada 13. bis 16. September 1979        | 1.   | Björn Waldegård     | Ford Escort RS1800        | 3:35:32                | 32                | 503,7 km   | 39        | 13      |
| Rallye Kanada 13. bis 16. September 1979        | 2.   | Timo Salonen        | Datsun 160J               | + 00:38                | 32                | 503,7 km   | 39        | 13      |
| Rallye Kanada 13. bis 16. September 1979        | 3.   | Ari Vatanen         | Ford Escort RS1800        | + 06:18                | 32                | 503,7 km   | 39        | 13      |
|                                                 |      |                     |                           |                        |                   |            |           |         |
| Rallye Sanremo 1. bis 7. Oktober 1979           | 1.   | Antonio Fassina     | Lancia Stratos HF         | 12:37:17               | 74                | 962 km     | 67        | 26      |
| Rallye Sanremo 1. bis 7. Oktober 1979           | 2.   | Walter Röhrl        | Fiat 131 Abarth           | + 04:14                | 74                | 962 km     | 67        | 26      |
| Rallye Sanremo 1. bis 7. Oktober 1979           | 3.   | Attilio Bettega     | Fiat 131 Abarth           | + 18:42                | 74                | 962 km     | 67        | 26      |
|                                                 |      |                     |                           |                        |                   |            |           |         |
| Rallye Korsika 2. bis 4. November 1979          | 1.   | Bernard Darniche    | Lancia Stratos HF         | 14:36:46               | 22                | 1128,9 km  | 112       | 14      |
| Rallye Korsika 2. bis 4. November 1979          | 2.   | Jean Ragnotti       | Renault 5 Alpine          | + 36:06                | 22                | 1128,9 km  | 112       | 14      |
| Rallye Korsika 2. bis 4. November 1979          | 3.   | Pierre-Louis Moreau | Porsche 911 SC            | + 46:20                | 22                | 1128,9 km  | 112       | 14      |
|                                                 |      |                     |                           |                        |                   |            |           |         |
| Rallye Großbritannien 18. bis 21. November 1979 | 1.   | Hannu Mikkola       | Ford Escort RS1800        | 8:03:38                | 59                | 661,41 km  | 175       | 74      |
| Rallye Großbritannien 18. bis 21. November 1979 | 2.   | Russell Brookes     | Ford Escort RS1800        | + 10:29                | 59                | 661,41 km  | 175       | 74      |
| Rallye Großbritannien 18. bis 21. November 1979 | 3.   | Timo Salonen        | Datsun 160J               | + 12:44                | 59                | 661,41 km  | 175       | 74      |
|                                                 |      |                     |                           |                        |                   |            |           |         |
| Rallye Elfenbeinküste 9.–14. Dezember 1979      | 1.   | Hannu Mikkola       | Mercedes 450 SLC          | 3:23 Strafzeit         | 50 Zeitkontrollen | 5662 km    | 57        | 8       |
| Rallye Elfenbeinküste 9.–14. Dezember 1979      | 2.   | Björn Waldegård     | Mercedes 450 SLC          | 3:58 Strafzeit         | 50 Zeitkontrollen | 5662 km    | 57        | 8       |
| Rallye Elfenbeinküste 9.–14. Dezember 1979      | 3.   | Andrew Cowan        | Mercedes 450 SLC          | 4:10 Strafzeit         | 50 Zeitkontrollen | 5662 km    | 57        | 8       |

| Farbe  | Untergrund |
| ------ | ---------- |
| Gold   | Schotter   |
| Silber | Asphalt    |
| Blau   | Eis/Schnee |
| Bronze | Gemischt   |

## Klassifikationen
| Rang   | 1  | 2  | 3  | 4  | 5 | 6 | 7 | 8 | 9 | 10 |
| Punkte | 20 | 15 | 12 | 10 | 8 | 6 | 4 | 3 | 2 | 1  |

### Fahrerwertung
| Rang | Fahrer                  | MON | SWE | POR | KEN | GRE | NZL | FIN | CAN | ITA | FRA | GBR | CIV | Punkte |
| ---- | ----------------------- | --- | --- | --- | --- | --- | --- | --- | --- | --- | --- | --- | --- | ------ |
| 1.   | Björn Waldegård         | 15  | 15  | 15  | (6) | 20  | –   | 12  | 20  | –   | –   | (2) | 15  | 112    |
| 2.   | Hannu Mikkola           | 8   | 8   | 20  | 15  | –   | 20  | –   | –   | –   | –   | 20  | 20  | 111    |
| 3.   | Markku Alén             | 12  | 10  | –   | 12  | –   | –   | 20  | –   | 6   | –   | 8   | –   | 68     |
| 4.   | Timo Salonen            | –   | –   | –   | –   | 15  | –   | 8   | 15  | –   | –   | 12  | –   | 50     |
| 4.   | Ari Vatanen             | 1   | –   | –   | –   | –   | 12  | 15  | 12  | –   | –   | 10  | –   | 50     |
| 6.   | Bernard Darniche        | 20  | –   | –   | –   | –   | –   | –   | –   | –   | 20  | –   | –   | 40     |
| 7.   | Jean Ragnotti           | –   | –   | –   | –   | 10  | –   | –   | –   | –   | 15  | –   | –   | 25     |
| 8.   | Andrew Cowan            | –   | –   | –   | 10  | –   | –   | –   | –   | –   | –   | –   | 12  | 22     |
| 9.   | Walter Röhrl            | –   | –   | –   | 3   | –   | –   | –   | –   | 15  | –   | 3   | –   | 21     |
| 10.  | Stig Blomqvist          | –   | 20  | –   | –   | –   | –   | –   | –   | –   | –   | –   | –   | 20     |
| 10.  | Shekhar Mehta           | –   | –   | –   | 20  | –   | –   | –   | –   | –   | –   | –   | –   | 20     |
| 10.  | Antonio Fassina         | –   | –   | –   | –   | –   | –   | –   | –   | 20  | –   | –   | –   | 20     |
| 13.  | Ove Andersson           | –   | –   | 12  | –   | –   | –   | –   | –   | –   | –   | –   | 8   | 20     |
| 14.  | Andy Dawson             | –   | –   | 10  | –   | –   | –   | –   | 10  | –   | –   | –   | –   | 20     |
| 15.  | Pentti Airikkala        | –   | 12  | –   | –   | –   | –   | –   | –   | –   | –   | 4   | –   | 16     |
| 16.  | Blair Robson            | –   | –   | –   | –   | –   | 15  | –   | –   | –   | –   | –   | –   | 15     |
| 16.  | Russell Brookes         | –   | –   | –   | –   | –   | –   | –   | –   | –   | –   | 15  | –   | 15     |
| 18.  | Harry Källström         | –   | –   | –   | 2   | 12  | –   | –   | –   | –   | –   | –   | –   | 14     |
| 19.  | Attilio Bettega         | –   | –   | –   | –   | –   | –   | –   | –   | 12  | –   | –   | –   | 12     |
| 19.  | Pierre-Louis Moreau     | –   | –   | –   | –   | –   | –   | –   | –   | –   | 12  | –   | –   | 12     |
| 21.  | Michèle Mouton          | 4   | –   | –   | –   | –   | –   | –   | –   | –   | 8   | –   | –   | 12     |
| 22.  | Jean-Claude Andruet     | 10  | –   | –   | –   | –   | –   | –   | –   | –   | –   | –   | –   | 10     |
| 22.  | Paul Adams              | –   | –   | –   | –   | –   | 10  | –   | –   | –   | –   | –   | –   | 10     |
| 22.  | Ulf Grönholm            | –   | –   | –   | –   | –   | –   | 10  | –   | –   | –   | –   | –   | 10     |
| 22.  | Tony Pond               | –   | –   | –   | –   | –   | –   | –   | –   | 10  | –   | –   | –   | 10     |
| 22.  | Alain Coppier           | –   | –   | –   | –   | –   | –   | –   | –   | –   | 10  | –   | –   | 10     |
| 22.  | Vic Preston jr.         | –   | –   | –   | –   | –   | –   | –   | –   | –   | –   | –   | 10  | 10     |
| 28.  | Carlos Torres           | –   | –   | 8   | –   | –   | –   | –   | –   | –   | –   | –   | –   | 10     |
| 28.  | Rauno Aaltonen          | –   | –   | –   | 8   | –   | –   | –   | –   | –   | –   | –   | –   | 8      |
| 28.  | Anastasios Markouizos   | –   | –   | –   | –   | 8   | –   | –   | –   | –   | –   | –   | –   | 8      |
| 28.  | Shane Murland           | –   | –   | –   | –   | –   | 8   | –   | –   | –   | –   | –   | –   | 8      |
| 28.  | Taisto Heinonen         | –   | –   | –   | –   | –   | –   | –   | 8   | –   | –   | –   | –   | 8      |
| 28.  | Dario Cerrato           | –   | –   | –   | –   | –   | –   | –   | –   | 8   | –   | –   | –   | 8      |
| 34.  | Jean-Pierre Nicolas     | 6   | –   | –   | –   | –   | –   | –   | –   | –   | –   | –   | –   | 6      |
| 34.  | Björn Johansson         | –   | 6   | –   | –   | –   | –   | –   | –   | –   | –   | –   | –   | 6      |
| 34.  | Harald Demuth           | –   | –   | 6   | –   | –   | –   | –   | –   | –   | –   | –   | –   | 6      |
| 34.  | Iórgos Moschous         | –   | –   | –   | –   | 6   | –   | –   | –   | –   | –   | –   | –   | 6      |
| 34.  | David Parkes            | –   | –   | –   | –   | –   | 6   | –   | –   | –   | –   | –   | –   | 6      |
| 34.  | Lasse Lampi             | –   | –   | –   | –   | –   | –   | 6   | –   | –   | –   | –   | –   | 6      |
| 34.  | Hendrik Blok            | –   | –   | –   | –   | –   | –   | –   | 6   | –   | –   | –   | –   | 6      |
| 34.  | Bernard Picone          | –   | –   | –   | –   | –   | –   | –   | –   | –   | 6   | –   | –   | 6      |
| 34.  | John Taylor             | –   | –   | –   | –   | –   | –   | –   | –   | –   | –   | 6   | –   | 6      |
| 34.  | Alain Ambrosino         | –   | –   | –   | –   | –   | –   | –   | –   | –   | –   | –   | 6   | 6      |
| 44.  | Ola Strömberg           | –   | 4   | –   | –   | –   | –   | –   | –   | –   | –   | –   | –   | 4      |
| 44.  | Freddy Kottulinsky      | –   | –   | 4   | –   | –   | –   | –   | –   | –   | –   | –   | –   | 4      |
| 44.  | Mike Kirkland           | –   | –   | –   | 4   | –   | –   | –   | –   | –   | –   | –   | –   | 4      |
| 44.  | Evangelos Gallo         | –   | –   | –   | –   | 4   | –   | –   | –   | –   | –   | –   | –   | 4      |
| 44.  | Brian Green             | –   | –   | –   | –   | –   | 4   | –   | –   | –   | –   | –   | –   | 4      |
| 44.  | Tapio Rainio            | –   | –   | –   | –   | –   | –   | 4   | –   | –   | –   | –   | –   | 4      |
| 44.  | Jack Swayze             | –   | –   | –   | –   | –   | –   | –   | 4   | –   | –   | –   | –   | 4      |
| 44.  | Angelo Presotto         | –   | –   | –   | –   | –   | –   | –   | –   | 4   | –   | –   | –   | 4      |
| 44.  | Paul Rouby              | –   | –   | –   | –   | –   | –   | –   | –   | –   | 4   | –   | –   | 4      |
| 44.  | Michel Mitri            | –   | –   | –   | –   | –   | –   | –   | –   | –   | –   | –   | 4   | 4      |
| 54.  | Guy Fréquelin           | 3   | –   | –   | –   | –   | –   | –   | –   | –   | –   | –   | –   | 3      |
| 54.  | Lars Carlsson           | –   | 3   | –   | –   | –   | –   | –   | –   | –   | –   | –   | –   | 3      |
| 54.  | Joaquim Santos          | –   | –   | 3   | –   | –   | –   | –   | –   | –   | –   | –   | –   | 3      |
| 54.  | Václav Blahna           | –   | –   | –   | –   | 3   | –   | –   | –   | –   | –   | –   | –   | 3      |
| 54.  | Roger Goss              | –   | –   | –   | –   | –   | 3   | –   | –   | –   | –   | –   | –   | 3      |
| 54.  | Per Eklund              | –   | –   | –   | –   | –   | –   | 3   | –   | –   | –   | –   | –   | 3      |
| 54.  | Claude Laurent          | –   | –   | –   | –   | –   | –   | –   | 3   | –   | –   | –   | –   | 3      |
| 54.  | Antonio Tognana         | –   | –   | –   | –   | –   | –   | –   | –   | 3   | –   | –   | –   | 3      |
| 54.  | Jean-Pierre Mari        | –   | –   | –   | –   | –   | –   | –   | –   | –   | 3   | –   | –   | 3      |
| 54.  | Jean-Pierre Paure       | –   | –   | –   | –   | –   | –   | –   | –   | –   | –   | –   | 3   | 3      |
| 64.  | Jacques Alméras         | 2   | –   | –   | –   | –   | –   | –   | –   | –   | –   | –   | –   | 2      |
| 64.  | John Haugland           | –   | 2   | –   | –   | –   | –   | –   | –   | –   | –   | –   | –   | 2      |
| 64.  | Jorge Ortigão           | –   | –   | 2   | –   | –   | –   | –   | –   | –   | –   | –   | –   | 2      |
| 64.  | Nikolay Elizarov        | –   | –   | –   | –   | 2   | –   | –   | –   | –   | –   | –   | –   | 2      |
| 64.  | Malcolm Stewart         | –   | –   | –   | –   | –   | 2   | –   | –   | –   | –   | –   | –   | 2      |
| 64.  | Erkki Pitkänen          | –   | –   | –   | –   | –   | –   | 2   | –   | –   | –   | –   | –   | 2      |
| 64.  | Nicole Quimet           | –   | –   | –   | –   | –   | –   | –   | 2   | –   | –   | –   | –   | 2      |
| 64.  | Domenico Grosoli        | –   | –   | –   | –   | –   | –   | –   | –   | 2   | –   | –   | –   | 2      |
| 64.  | Jean Bondrille          | –   | –   | –   | –   | –   | –   | –   | –   | –   | 2   | –   | –   | 2      |
| 73.  | Sven-Inge Neby          | –   | 1   | –   | –   | –   | –   | –   | –   | –   | –   | –   | –   | 1      |
| 73.  | Marques Baptista        | –   | –   | 1   | –   | –   | –   | –   | –   | –   | –   | –   | –   | 1      |
| 73.  | Sandro Munari           | –   | –   | –   | 1   | –   | –   | –   | –   | –   | –   | –   | –   | 1      |
| 73.  | Sergey Vukovich         | –   | –   | –   | –   | 1   | –   | –   | –   | –   | –   | –   | –   | 1      |
| 73.  | Bob Robb                | –   | –   | –   | –   | –   | 1   | –   | –   | –   | –   | –   | –   | 1      |
| 73.  | Pekka Vilpponen         | –   | –   | –   | –   | –   | –   | 1   | –   | –   | –   | –   | –   | 1      |
| 73.  | Paul Bourgeois          | –   | –   | –   | –   | –   | –   | –   | 1   | –   | –   | –   | –   | 1      |
| 73.  | Paolo Pasutti           | –   | –   | –   | –   | –   | –   | –   | –   | 1   | –   | –   | –   | 1      |
| 73.  | Jean-Charles Martinetti | –   | –   | –   | –   | –   | –   | –   | –   | –   | 1   | –   | –   | 1      |
| 73.  | Greg Carr               | –   | –   | –   | –   | –   | –   | –   | –   | –   | –   | 1   | –   | 1      |
| Rang | Fahrer                  | MON | SWE | POR | KEN | GRE | NZL | FIN | CAN | ITA | FRA | GBR | CIV | Punkte |

### Herstellerwertung
| 1.   | Ford       | 16  | 16  | 18  | –   | 18  | 18  | (16) | 18  | (12) | –   | 18  | –   | 122    |
| 2.   | Datsun     | –   | (8) | 14  | 18  | 17  | (6) | 14   | 17  | –    | –   | 16  | 12  | 108    |
| 3.   | Fiat       | 14  | 12  | –   | 15  | –   | –   | 18   | –   | 16   | 12  | 5   | –   | 92     |
| 4.   | Lancia     | 18  | –   | –   | –   | –   | –   | –    | –   | 18   | 18  | 11  | –   | 65     |
| 5.   | Toyota     | –   | –   | 16  | –   | –   | –   | 10   | 12  | –    | 10  | –   | 10  | 58     |
| 6.   | Opel       | –   | 13  | 9   | –   | –   | –   | –    | –   | 14   | 13  | –   | –   | 49     |
| 7.   | Renault    | 11  | –   | –   | –   | 13  | –   | –    | –   | –    | 17  | –   | –   | 41     |
| 8.   | Mercedes   | –   | –   | –   | 17  | –   | –   | –    | –   | –    | –   | –   | 18  | 35     |
| 9.   | Porsche    | 8   | –   | –   | –   | –   | –   | –    | –   | 9    | 15  | –   | –   | 32     |
| 10.  | Vauxhall   | –   | 14  | –   | –   | –   | 10  | –    | –   | –    | –   | 7   | –   | 31     |
| 11.  | Peugeot    | –   | –   | –   | –   | –   | –   | –    | 8   | –    | 6   | –   | 8   | 22     |
| 12.  | Saab       | –   | 18  | –   | –   | –   | –   | –    | –   | –    | –   | –   | –   | 18     |
| 13.  | Mitsubishi | –   | –   | –   | –   | –   | –   | –    | 13  | –    | –   | –   | –   | 13     |
| 14.  | Talbot     | –   | –   | –   | –   | –   | –   | –    | –   | 12   | –   | –   | –   | 12     |
| 15.  | Audi       | –   | –   | 11  | –   | –   | –   | –    | –   | –    | –   | –   | –   | 11     |
| 16.  | Mazda      | –   | –   | –   | –   | –   | 10  | –    | –   | –    | –   | –   | –   | 10     |
| 17.  | Triumph    | –   | –   | –   | –   | –   | –   | 7    | –   | –    | –   | –   | –   | 7      |
| 18.  | Volvo      | –   | 6   | –   | –   | –   | –   | –    | –   | –    | –   | –   | –   | 6      |
| 18.  | Skoda      | –   | –   | –   | –   | 6   | –   | –    | –   | –    | –   | –   | –   | 6      |
| 20.  | Lada       | –   | –   | –   | –   | 4   | –   | –    | –   | –    | –   | –   | –   | 4      |
| Rang | Hersteller |     |     |     |     |     |     |      |     |      |     |     |     |        |
| Rang | Hersteller | MON | SWE | POR | KEN | GRE | NZL | FIN  | CAN | ITA  | FRA | GBR | CIV | Punkte |